# Mitt liv som hund
Mitt liv som hund är en svensk dramafilm, som regisserades av Lasse Hallström och som hade svensk biopremiär den 12 december 1985. Den är baserad på Reidar Jönssons delvis självbiografiska roman med samma namn från 1983. Filmen berättar historien om pojken Ingemar Johansson (spelad av Anton Glanzelius), som i slutet av 1950-talet bor med sin familj i en kuststad i södra Sverige. Hans liv är kantat av olika missöden, vilket han hanterar genom att jämföra sig med andra som har haft det mycket värre. På grund av sin mammas (Anki Lidén) svåra sjukdom skickas Ingemar över sommaren till sin morbror Gunnar (Tomas von Brömssen) i en bruksort i Småland, där han skapar nära band med några av ortens excentriska och godhjärtade invånare.
Lasse Hallström skrev filmens manus tillsammans med Brasse Brännström och Pelle Berglund. Med Jönssons medgivande gjorde Hallström filmen till en fri bearbetning av originalromanens berättelse. På grund av förseningar i manusarbetet hade Manfred Serner, den tilltänkte skådespelaren till rollfiguren Ingemar, blivit för gammal för rollen, som i stället gick till Anton Glanzelius. Filmen producerades av Waldemar Bergendahl från AB Svensk Filmindustri och inspelades mellan vintern och sommaren 1985 i Kalmar och bruksorten Åfors i Småland.
Mitt liv som hund fick ett mestadels positivt mottagande i Sverige under sin premiär. Vid Guldbaggegalan 1986 tilldelades den guldbaggar för bästa film och bästa skådespelare till Glanzelius. Filmen blev även en stor succé både kommersiellt och bland kritikerna i USA. Vid Oscarsgalan 1987 nominerades filmen till kategorierna bästa regi och bästa manus efter förlaga, och tilldelades en Golden Globe Award för bästa utländska film.

## Handling
Filmen utspelar sig i södra Sverige mellan åren 1958 och 1959. I en småstad vid kusten bor den 12-årige Ingemar Johansson tillsammans med sin mamma och sin storebror Erik. Mamman är svårt sjuk i tuberkulos och tvingas ensam ha vårdnaden över sina båda söner, medan pappan arbetar ute till sjöss. Ingemar älskar att berätta historier för sin mamma och gör olika hyss med Erik och sin tjejkompis "Lilla Grodan". På grund av sin sjukdom orkar mamman inte längre lyssna på Ingemars historier och hon får vredesutbrott över alla hyss som han och Erik ställer till med. Vid sådana tillfällen söker Ingemar tröst hos sin älskade hund Sickan. Under filmens gång påtalar Ingemar ofta för sig själv att hans liv hade kunnat vara mycket värre. Några exempel som Ingemar tar upp är om en kvinna som missionerade i Etiopien och blev ihjälslagen under en predikan, och om hunden Lajka som skickades upp till rymden av ryssarna och "svalt ihjäl".
För att deras mamma ska få den vila och återhämtning som hon behöver, blir barnen på sommaren tvungna att flytta in hos sina släktingar. Medan Erik flyttar in hos deras mormor och Sickan lämnas på ett "hundpensionat", får Ingemar åka till sin morbror Gunnar i en bruksort i det så kallade "Glasriket" i Småland. Ingemar blir väl omhändertagen av Gunnar och hans fru Ulla. Gunnar arbetar i ortens glasbruk och leder ortens fotbollslag, där Ingemar får spela i deras pojklag. Där lär han känna den grönhårige Manne och pojkflickan Saga, som är den bästa spelaren i pojklaget och gillar att boxas med ortens pojkar. För att inte Saga ska bli avslöjad som flicka och därmed bli nekad att vara med i pojklaget, får hon hjälp av Ingemar med att dölja sina knoppande bröst.
På orten blir Ingemar även bekant med dess excentriska karaktärer: grannen Fransson som ständigt hamrar på sitt hustak, kompisen Mannes farfar som konstruerat en egen linbana och ett flygande tefat, och ortens skönhet Berit som Ingemar får agera "förkläde" åt när hon poserar naken för ortens konstnär. I Gunnars hem hjälper Ingemar till med att högläsa en reklamtidning för damunderkläder för Gunnars farbror Arvidsson. Han hjälper även sin morbror med att bygga ett lusthus i trädgården till tonerna av Povel Ramels låt "Far, jag kan inte få upp min kokosnöt", som driver frun Ulla till vansinne.
En dag får Ingemar besked att han ska åka tillbaka hem till sin mamma, som nu är nära att duka under för sin sjukdom. Ingemar vägrar att inse hur allvarligt sjuk hon är och han får inte heller tillfälle att träffa Sickan. Han och Erik flyttar senare in i småstaden hos sin farbror Sandberg, vars fru blir irriterad på Ingemar och tror att han är "fullständigt rubbad". Ingemar och Erik besöker senare sin mamma på sjukhuset för sista gången, varefter Ingemar beslutar sig för att köpa en brödrost till henne som present.
Efter att mamman har dött, skickas Ingemar på vintern tillbaka till sin morbror. Väl hemma hos Gunnar har en familj greker flyttat in i Arvidssons lägenhet och Ingemar får sova hos tant Arvidsson i hennes hus. Ingemar ber Gunnar om att få ta dit Sickan, som dock undviker frågan men lovar Ingemar att han ska ringa till hundpensionatet. Han återförenas även med Saga, men han blir senare besviken på henne när hon, sedan hon visat hur hennes bröst vuxit, hånar honom för att han vägrar visa sin penis. Under en fest hemma hos klasskamraten Karin, som är förtjust i honom, kommer det till ett svartsjukedrama mellan henne och Saga. Ingemar skäller mot Saga som en hund, vilket gör att hon drar iväg med honom för en boxningsmatch i en lada, som annonseras av Manne som den förestående VM-matchen mellan Ingemar "Ingo" Johansson och Floyd Patterson. Då Ingemar under matchen fortsätter att skälla mot Saga, väljer hon att avslöja för honom att Sickan har avlivats. Ingemar börjar då slåss mot henne som en besatt, men han faller ur ringen och ner på ladans bottenvåning.
Ingemar klarar sig dock oskadd och springer från ladan för att låsa in sig i Gunnars lusthus. Först på morgonen bryter Gunnar sig in i lusthuset och får trösta Ingemar, som gråtande tvingas acceptera både sin mammas och Sickans död. Ingemar lockas snart fram då han och hela orten får bevittna när Fransson badar naken i en tillfrusen å. Sommaren kommer och Ingemar försonas med Saga, som för första gången uppträder i klänning. En dag gör hon, Ingemar och Manne en framgångsrik provkörning med det flygande tefatet. Samma dag föreslår hon att de ska lyssna på radioreferatet från VM-matchen mellan Ingo och Floyd Patterson hemma hos henne. Framåt morgonen jublar hela bruksorten över Ingos seger. Ingemar och Saga har under matchen somnat i varandras armar i soffan, medan Fransson fortsätter att hamra på sitt hustak.

## Rollista
Följande skådespelare medverkar i filmen:
| - Anton Glanzelius – Ingemar Johansson - Tomas von Brömssen – Gunnar, Ingemars morbror - Anki Lidén – Ingemars och Eriks mamma - Manfred Serner – Erik Johansson, Ingemars storebror - Melinda Kinnaman – Saga - Kicki Rundgren – Ulla, Gunnars fru - Ing-Marie Carlsson – Berit - Lennart Hjulström – Konstnären - Leif Ericsson – Farbror Sandberg - Christina Carlwind – Fru Sandberg - Johanna Udéhn – Lilla Grodan, flickan i stan - Ralph Carlsson – Harry - Arnold Alfredsson – Mannes farfar | - Fritz Elofsson – Mäster på glasbruket - Vivi Johansson – Tant Arvidsson, Ullas mor - Didrik Gustafsson – Farbror Arvidsson, Ullas far - Jan-Philip Hollström – Manne, den grönhårige pojken - Per Ottosson – Tommy - Magnus Rask – Fransson, mannen på taket - Tony Rex – En pojke - Reidar Jönsson – Lilla Grodans pappa - Viveca Dahlén – Tanten i tvättstugan - Susanne Wetterholm – Karin, klasskamrat - Johan Widerberg – En pojke i stan - Klimpen – Sickan, Ingemars hund |

## Produktion

### Bakgrund

Författaren Reidar Jönsson.

Författaren och dramatikern Reidar Jönsson, som tidigare var verksam i arbetarlitteraturgruppen Fyrskift, släppte romanen Mitt liv som hund år 1983. Romanen kom till när Jönsson genomgick en flerårig psykoanalys som återuppväckte förträngda minnesbilder från hans smärtfyllda barndom. Genom den litterära figuren Ingemar Johansson skildrar romanen Reidars uppväxt som ett oönskat barn, om när han år 1959 vistades hos sin morbror i Boda glasbruk, och om när han förlorade sin mamma i tuberkulos. Innan han skrev romanen hade han skrivit en teaterpjäs för Riksteaterns Växjöensemble, men den sattes inte upp. Pjäsen fick titeln Heja Ingemar! och skulle skildra den unge boxarpojken Ingemar "Ingo" Johanssons uppväxt. Jönsson fortsatte efteråt att skriva vidare om Ingemar och han tog inspiration av flera judiska författare, som exempelvis Philip Roth som skrivit romanen Mitt liv som man (1974), vilka enligt honom skickligt kunde blanda sorg och komik i sina berättelser. Vid färdigställandet av romanen tog Jönsson kontakt med sin förläggare och sade att "hade den här boken skrivits av en amerikan eller en engelsman, hade den blivit en världssuccé. Jag var jävligt nöjd, det kan jag lugnt säga".
Jönsson gav boken till Lars Björkman på Dramatikerförbundet, som sedan introducerade boken till produktionschefen Waldemar Bergendahl på AB Svensk Filmindustri (SF). Efter att han läst igenom romanen tillsammans med dramaturgen Pelle Berglund på SF, blev båda överens om att göra en filmadaption av romanen. Bergendahl introducerade sedan romanen till regissören Lasse Hallström, som han tidigare arbetat med i produktionerna av filmerna Abba – the Movie (1977), Tuppen (1981) och Två killar och en tjej (1983). Hallström hade tidigare regisserat flera komediproduktioner till både film och TV, i samarbete med sina vänner Brasse Brännström och Magnus Härenstam. Enligt Bergendahl ville han att Hallström skulle "komma ifrån det där killsnacket som han hade med Magnus och Brasse. Det fanns ett större djup och allvar i honom än han hade fått möjlighet att visa."
Hallström tog lång tid på sig att läsa boken och avslutade den inte förrän ett år senare. Han mötte senare Jönsson för att tillsammans med honom åka runt i Småland på jakt efter inspelningsplatser. Vid denna resa erkände Hallström för Jönsson att han fortfarande inte hade läst romanen. Då Jönsson blev förvånad över detta tog denne kontakt med Bergendahl och krävde att Hallström skulle läsa boken. Bergendahls val av Hallström mötte även motstånd från Jönsson, som ansåg att Hallström var alltför "lättviktig" att hantera romanens tunga innehåll. För att låta SF filmatisera hans roman krävde han tre saker i sitt kontrakt, dels ett förskott på 100 000 kronor, som han såg som "ett slags skadestånd, ersättning för sveda och värk", dels att han skulle få godkänna filmens manus och dels att hans konsultarvode skulle omfatta 1 000 kronor om dagen.
Filmen producerades av AB Svensk Filmindustri i samarbete med FilmTeknik AB. Filmens budget uppskattades till mellan 1 och 3 miljoner amerikanska dollar. Hallström var regissör och skrev filmens manus tillsammans med Brännström, Berglund och Jönsson. I filmteamet ingick Bergendahl som producent, Catti Edfeldt som regiassistent, Ann Collenberg som produktionsledare, Jörgen Persson som fotograf samt Christer Furubrand och Susanne Linnman som klippare. Mitt liv som hund blev Hallströms första film baserad på en roman.

### Manus
Manusarbetet blev långvarigt och involverade flera parter. Hallström inledde arbetet tillsammans med Brännström. Då båda på 1980-talet bodde grannar med varandra på Riddargatan i Stockholm, fick de under skrivprocessen springa mellan varandras lägenheter. Hallström introducerade även romanen till några av sina vänner, varpå han satt bredvid dem och "stal deras bästa idéer" för sitt manus. Efter några månader kunde Hallström och Brännström, med bistånd av Pelle Berglund, presentera ett manus till Jönsson. Denne var dock mycket missnöjd med resultatet och vägrade att godkänna det. Vidare dömdes den ut av SF:s dåvarande vice vd Conny Plånborg, som enligt Bergendahl tyckte att manuset var "för tunt" och hade "ingen substans och inget djup." SF begärde därmed ett nytt manus och filminspelningen blev framskjuten i ett halvår. Bergendahl såg tillbaka på det som ett gott beslut. Både han, Hallström och Brännström passade på att åka till Kanarieöarna för att under en tid helt kunna koncentrera sig på att färdigställa manuset. Även Berglund kom in i detta skede och gjorde en bearbetning. Bearbetningen av manuset pågick ända in till slutet av filmproduktionen.
Hallström blev lockad av Jönssons roman för dess tragikomiska blandning: "Jag har faktiskt alltid längtat efter att hitta en sådan berättelse, en J.D. Salinger-liknande berättelse." Den främsta lockelsen för honom var de delar av romanen där Ingemar jämför sina egna olyckor i sitt liv med andras. Han ansåg att dessa delar "gav underbara möjligheter att sammanställa hans berättelse, vilka ibland verkar vara helt orelaterade till (de bilder som visas i filmen). Men samtidigt är de väldigt relaterade med varandra på ett känslomässigt plan. Så det är inte ett konventionellt berättande som för handlingen framåt, utan det är snarare en kommentar som tillägger (ytterligare) lager i berättelsen." En annan lockelse för Hallström var Ingemars relation till sin mamma, då Jönssons egen mamma när hon levde hade ett hetsigt temperament och var väldigt arg och våldsam gentemot Jönsson. Samtidigt var mamman enstörig och på grund av sin sjukdom stängde hon oftast in sig själv i sitt sovrum, ett beteende som Hallström kunde relatera till sin egen mamma. Om huvudpersonen Ingemar berättade Hallström: "Pojkens attityd är väldigt lik min, att försöka hålla sig borta från katastrofer och tuffa känslor genom humor och jämföra med andra människors katastrofer, allt detta. Så jag kan verkligen relatera till den. Men den är inte min barndom; den är helt och hållet författarens." Först efter att filmen hade släppts insåg Hallström att han kunde relatera till Ingemars berättelse på ett emotionellt plan: "jag tror att jag i stora drag har levt samma liv som den här pojken."
Hallström blev under manusarbetet överens med Jönsson om att göra filmen till en fri bearbetning av hans roman. En viktig skillnad mellan filmen och romanen var att Hallström ville göra slutet av filmen lyckligare, då han ansåg att det ursprungliga slutet av romanen var "alltför mörkt". I slutet av romanen beslutar sig Ingemar, efter sin mammas död, att låsa in sig ensam i en lägenhet under ett helt år, som en släkting till honom hjälper att betala hyran för. Hallström valde att exkludera denna del av romanen, med motiveringen att "det lyckliga slutet på den här historien är det underbara, levande beviset på att en frisk Reidar Jönsson fortfarande arbetar och som fortfarande finns kvar. Det faktum att han kunde skriva den här romanen och se tillbaka på sitt liv, med sådana kärleksfulla ögon." Jönsson kommenterade om dessa skillnader i en intervju med Sydsvenska Dagbladet Snällposten: "Vad Lasse Hallström har gjort är att plocka bort de mörka, grymma sidorna. Dem var han rädd för. Filmen är därför mera utslätad. Den starka krisen i romanen saknas. Men Lasse menade att eftersom boken är skriven så finns det ett lyckligt slut. Därför ville han att filmen skulle ha ett lyckligt slut, och jag böjde mig för det argumentet." Hallström var även mån om att inkorporera olika verkliga händelser och detaljer från romanen i filmen, i synnerhet de som han själv upplevde när han var barn under 1950-talet. Några exempel enligt honom var fotbollsmatcherna mellan Glasrikets småorter, den breda rapporteringen om den sovjetiska rymdhunden Lajka, konstnären i romanen som var baserad på den berömde glaskonstnären Erik Höglund, Povel Ramels populära låt "Far, jag kan inte få upp min kokosnöt" samt om Ingemar "Ingo" Johanssons proffskarriär som boxare. Hallström valde att avsluta filmen genom att skildra Ingos seger över Floyd Patterson i VM-matchen 1959, en match som följdes av honom själv och av "alla i min generation eller runt min generation."
Anders Wilhelm Åberg, lektor i filmvetenskap vid Linnéuniversitetet, ansåg att Mitt liv som hund och Lassgårds båda filmer Alla vi barn i Bullerbyn (1986) och Mer om oss barn i Bullerbyn (1987) främst skildrade det goda livet och den nationella gemenskapen inom det svenska folkhemmet. Han utvecklade att dessa skildringar främst kom till uttryck på ett emotionellt plan, där Mitt liv som hund porträtterade detta dels genom att Ingemar under filmens gång blir en fullvärdig medlem i den småländska bruksorten, och dels genom de patriotiska utbrott som rollfigurerna gör efter Ingos seger i slutet av filmen. Han sammanfattade att både Mitt liv som hund och Bullerbyn-filmerna fungerar som "känslomättade historieläroböcker, som skapar och sprider minnen inom en viss nationell kontext. Gemenskapens återkommande motiv kan alltså både betraktas och upplevas som en symbol för nationell gemenskap."

### Rollsättning
Under manusarbetet hade ett antal barnskådespelare tilldelats roller i filmen. Exempelvis tilldelades den 12-årige Manfred Serner från Stockholm huvudrollen som Ingemar Johansson. Men på grund av att inspelningen sköts upp hann Serner växa tolv centimeter och komma i målbrottet, vilket gjorde att filmteamet beslutade att i stället tilldela honom rollen som Ingemars storebror Erik. Manfred såg detta som en stor lättnad över att slippa stå i centrum. Innan inledningen av filmproduktionen hade Manfreds pappa, skådespelaren Håkan Serner, tagit sitt liv i slutet av oktober 1984. Han förklarade att det var "en fruktansvärd period i mitt liv. Först många år senare, efter lång tid i samtalsterapi, har jag förstått hur det som hände har påverkat mitt liv. Om jag dessutom skulle ha spelat huvudrollen i Mitt liv som hund och fått all den uppmärksamhet som sedan följde, vet jag inte om jag hade klarat det".
När sex veckor återstod till inspelningsstarten i mitten av januari 1985 saknades fortfarande den rätte skådespelaren som kunde gestalta Ingemar. Omkring 1 000 svenska pojkar provfilmades för rollen. Till slut hade regiassistenten Edfeldt, som tidigare hade hittat Hanna Zetterberg till titelrollen i Ronja Rövardotter (1984), tipsats om den 10-årige pojken Anton Glanzelius från Göteborg. Hallström kände igen Glanzelius tidigare arbete som rollfiguren Patrik Hansson i Carin Mannheimers tv-serie Tryggare kan ingen vara ... (1984). När Edfeldt åkte hem till Glanzelius för att provfilma honom konstaterades det snabbt att han var kortväxt i förhållande till Ingemars beskrivning i romanen och i filmens manus. Samtidigt hade han enligt Edfeldt en "så fantastisk närvaro. Han var magisk. Jag ringde till Lasse och sa att ni måste skriva om manuset, gör vad som helst, ni måste ta honom." Två veckor efter provfilmningen fick Glanzelius veta att han inte fått rollen på grund av sin korta längd. Han tog ändå beslutet med ro eftersom han vid den tiden var mer intresserad av att bli fotbollsproffs. Efter ytterligare två veckor hade filmteamet ändrat sig, då Hallström hade övertygats om att Glanzelius var rätt person till att gestalta rollen som Ingemar. Manuset skrevs om så att rollfiguren blev 10 år i stället för 13, och Glanzelius tackade ja till rollen först när han fått förklaringen att filmen skulle innehålla några fotbollsscener.
Anki Lidén tilldelades rollen som Ingemars döende mamma. Lidén hade tidigare spelat som rollfiguren Lena i Hallströms film Jag är med barn (1979). För att förbereda sig för sin roll som mamman instruerade Hallström att hon skulle gå ner tio kilo, då hon enligt honom "[såg] så himla äppelkindsfrisk ut." Enligt Lidén fick hon på kvällarna äta bantningspiller och spela August Strindbergs pjäs Fröken Julie (1888). Tomas von Brömssen tilldelades rollen som Ingemars morbror Gunnar. Rollfiguren är baserad på Reidar Jönssons egen morbror, som vid tiden för filminspelningen träffade Brömssen och lät honom kopiera hans utseende. Brömssen beskrev sin rollfigur som att denne besatte "en orolig natur och att han fick någon slags släktskap med Ingemar som blev av med hunden. Att de båda längtar bort från alltihop."
Den 13-åriga Melinda Kinnaman från Stockholm tilldelades rollen som pojkflickan Saga. Kinnaman fick veta om rollen på en annons på Dagens Nyheter, där det stod att "Saga ska vara cirka 12 år gammal, högst 145 centimeter lång, mörk och tuff". Hon var inledningsvis tveksam till att ansöka om rollen, då hon hellre ville bli delfinskötare eller barnmorska. Efteråt ändrade hon sig då hon inte ville låta fegheten styra sig och beslutade sig för att ansöka. När Kinnaman gjorde sin provfilmning i biografen Lyran i Stockholm ansåg Hallström att av flera tusen sökande tjejer "stod (Kinnaman) ut från början, ingen konkurrens egentligen". Senare reflekterade Kinnaman att hon inte kunde "förklara varför jag fick den känslan, men valet att gå dit har påverkat resten av mitt liv på så många plan". Ing-Marie Carlsson tilldelades rollen som bruksortens skönhet Berit. Carlsson hade tidigare spelat Karin i Hallströms film Tuppen. I rollen som Berit var hon inledningsvis tveksam till att spela in nakenscener, men hon ändrade uppfattning efter att hon läst färdigt manuset och fattat tycke för rollfiguren. Hon beskrev rollfiguren som "levnadsglad och varm. Under en promenad med Lasse på Kungsholmen i Stockholm förklarade jag att jag ville vara en strimma hopp i Ingemars möte med vuxenvärlden."

### Inspelning
Filminspelningen skedde under två sejourer. Vinterscenerna och tidiga vårscener inspelades mellan januari och mars 1985, medan sommarscenerna inspelades mellan maj och juni samma år. Huvuddelen av filmen inspelades i den lilla bruksorten Åfors i Emmaboda kommun i Småland. Åfors glasbruk användes som exteriör för glasbruket i filmen, medan interiörscenerna inspelades i Boda glasbruk i samma kommun. Ett antal glasblåsare från Boda glasbruk fick delta i filmen som statister. Övriga exteriörscener inspelades i centralorten Emmaboda. Scenerna från Ingemars familjs hemort inspelades i Kalmar. Filmen skapades i färg (Fujicolor) och inspelades i vidfilm (1,66:1) med 35 mm film.

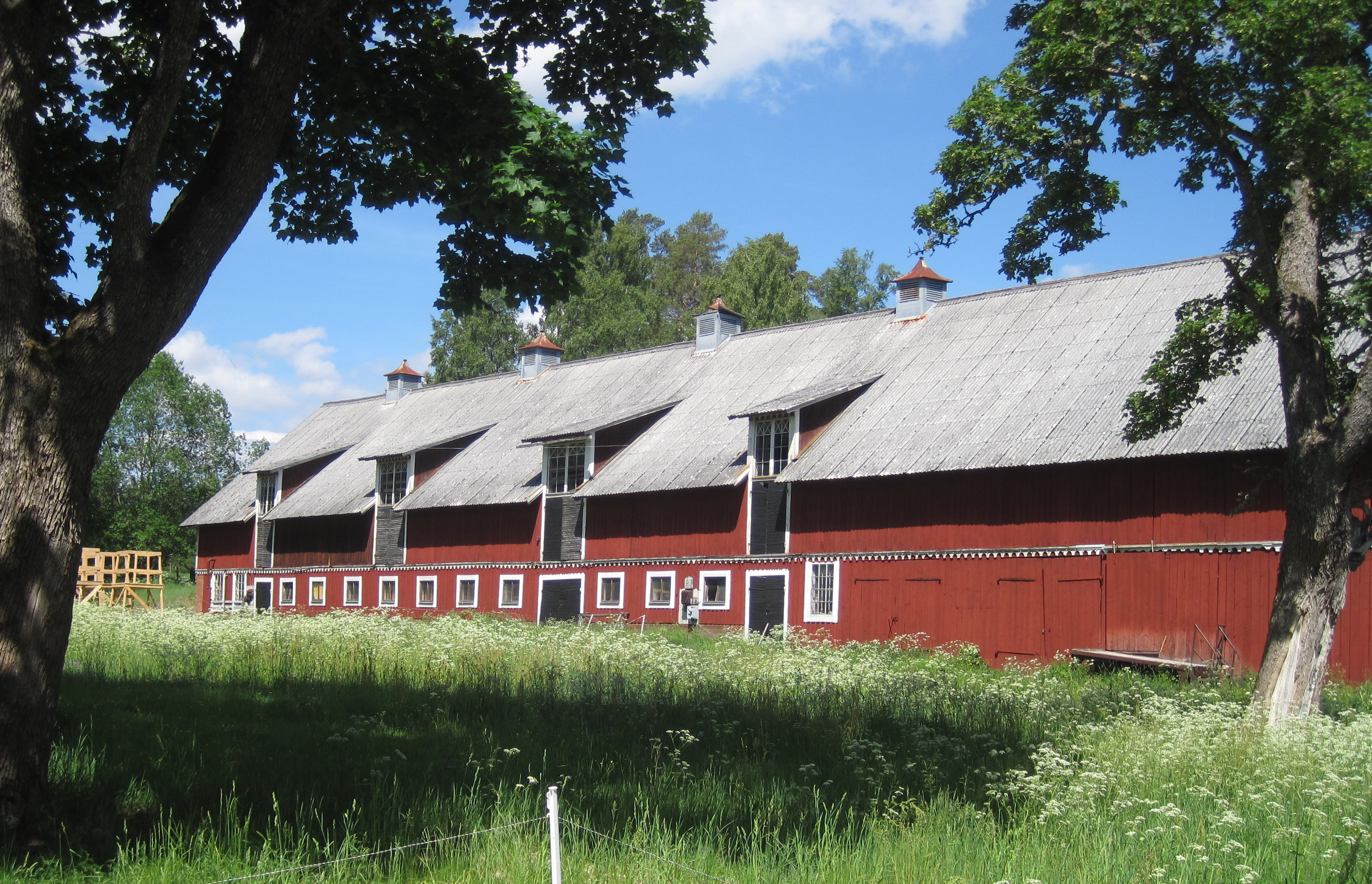
Den "stora ladan" i Åfors i Emmaboda kommun, som användes som ladan där rollfigurerna Ingemar och Saga boxas mot varandra.

Hallström erkände att han under filminspelningen hade en ihållande känsla av hypokondri och prestationsångest. Hans oro kretsade dels kring att detta var hans "första experiment med att (skildra) starkare känslor i en mörkare historia", dels kring det som Jönsson hade gett uttryck för när han dömde ut Hallström som lättviktig. Hallström kommenterade: "Det är en personlig katastrof om du försöker vara rolig och ingen skrattar åt dig. Men det är nästan ännu värre att vara seriös och ingen tar dig på allvar. Jag var så rädd för att folk skulle flina. Och samtidigt var jag livrädd för att bli melodramatisk och sentimental." Genomgående under inspelningen lade ingen i filmteamet märke till Hallströms rädsla, bortsett från ett visst antal tillfällen, exempelvis när han fick ett vredesutbrott när inspelningsledaren Ann Collenberg påpekade att de låg efter tidsschemat.
För att komma bort från "överspel" hade Hallström inför inspelningen studerat sin förebild, regissören Bo Widerberg, tillsammans med Tomas von Brömssen, som året före inspelningen hade arbetat med Widerberg i filmen Mannen från Mallorca (1984). Hallström ansåg att Widerberg hade "ambitionen att hjälpa sina skådespelare att förbli verklighetstrogna och äkta med sina rollprestationer." Brömssen reflekterade att "Lasse var nyfiken och ville hela tiden höra med mig hur Widerberg jobbade. Vi diskuterade alla de olika sätt man kan göra en scen på, och hur man kan höja eller sänka temperaturen beroende på vilken väg man väljer." Under inspelningen visade Hallström prov på sin lyhördhet, då han enligt Anki Liden hade "ett öga för när det är äkta. Det gick aldrig att lura honom, att låtsas, det avslöjar han."
Glanzelius reflekterade sin tid under produktionen som "rolig och spännande... Men vi arbetade från morgon till kväll i 80 dagar. Det var väldigt jobbigt. Jag var glad över att ens få en paus på 5 minuter." Under inspelningen fick han läsa manuset två gånger före tagning, varefter han läste Kalle Anka-tidningar i stället för att försöka lära sig sina repliker. Han sade att "inför varje scen berättade Lasse lite löst och ledigt för mig vad det handlade om, hur det skulle gå till och ungefär vad jag skulle säga. Han ville inte lägga orden i min mun. Han ville inte att jag skulle låta som en styltig barnteaterskådis." Brömssen tyckte att det var "väldigt lärorikt att se Anton gå direkt från serietidningen och in i scenen. Han lyckades få det så levande och fräscht. Det är ju så man ska göra! Sedan dess har jag försökt tänka på det när jag spelar teater. Jag anstränger mig för att komma i sista minuten, rusa in på scenen och nästan lura mig själv för att försätta mig i ett fräschhetstillstånd".
Hallström beskrev Glanzelius som en väldigt intuitiv skådespelare, liksom att han hade "sådana där ögon där du kunde placera dina egna sinnesrörelser och känslor [...] Hans ansikte [...] det är ett reflekterande ansikte." Enligt Glanzelius kom både han och Hallström "väldigt bra överens och hela tiden fick vi improvisera på manuset. Till exempel så var det min idé med scenen på stranden med min mamma när jag gör en kullerbytta. Lasse sa till mig: Nu måste du göra något med massa gester. Och det var det jag tänkte göra. Den del av filmen jag gillade bäst var när jag stekte en grytlapp, och det svåraste för mig var att gråta. Hur lyckades jag göra det? Lasse sade till mig, Gråt, och jag gjorde det bara." Glanzelius erkände att han aldrig tagit skådespelarlektioner förut, men han lärde sig att skådespela "genom att se min mamma uppträda på teater. Jag är väldigt olik rollfiguren jag spelar i filmen, men samtidigt spelar jag mig själv. Med andra ord så skådespelar jag, men jag är sann mot mig själv."
Vissa delar av inspelningen blev utmanande för Glanzelius. I exempelvis en scen tog det 26 tagningar för honom att spilla mjölk på sitt eget ansikte. Under en annan scen där han går en boxningsmatch med sin motspelare Melinda Kinnaman fick hon ta tio boxningslektioner mot Glanzelius tre, varpå han fick rejäla slag i ansiktet som gav honom näsblod och huvudvärk. Trots den stundtals krävande inspelningen kunde Glanzelius hålla humöret uppe och mellan vissa tagningar underhålla filmteamet genom att sjunga parodiversioner av olika svenska poplåtar. Vidare blev han under inspelningen "nära vän med hunden i filmen."
Under inspelningen bidrog även Erik Höglund genom att låna ut några av sina konstverk till filmteamet.

### Postproduktion
När inspelningarna avslutades under sommaren 1985 arbetade Hallström med klippningen. En första version av filmen klipptes färdigt i oktober samma år. Två månader innan filmens premiär skedde den första visningen i SF:s lokaler på Söder Mälarstrand i Stockholm. Både Jönsson och Bergendahl såg den första versionen och ratade den. Bergendahl beskrev att denna version "var dålig. Jag visste att det fanns humor, spänning och värme i historien, men inget av det fanns med. Dessutom var den orytmisk." SF fick kalla till krismöte och Hallström tvingades klippa om filmen. Enligt Bergendahl var Brännström viktig under klippningen. Anslaget gjordes mjukare och man tillade ett återkommande tema genom filmen, där Ingemar i sin olycka upprepar att det kunde ha varit värre. Den omklippta versionen färdigställdes lagom innan biopremiären. Bergendahl konstaterade att "klipper man fel kan det gå åt helvete, klipper man rätt kan det bli en succé."

## Musik
Filmmusiken komponerades av kompositören Björn Isfält. Under början av produktionen ville Hallström endast använda sig av diegetisk musik i filmen, då han vägrat att använda sig av egenkomponerad musik i sina tidigare filmproduktioner. Han förklarade att han "alltid varit rädd för det sentimentala, och filmmusik på ett tråkigt, amerikanskt sätt kan ju understryka sentiment på ett väldigt falskt sätt, som gör att äkta sentiment blir sentimentalt." Rädslan släppte dock efter att han fått lyssna på Isfälts kompositioner till Mitt liv som hund, och Hallström tyckte senare att det var fantastiskt att få arbeta med honom. Isfält kom senare att tillsammans med Alan Parker komponera musiken till Hallströms film Gilbert Grape (1993).
Isfälts soundtrack till filmen släpptes i samlingsalbumet The Best Of Scandinavian Film Music. Albumet släpptes 1991 av Milan Records och som även innehåller musikstycken från filmerna Pelle Erövraren (1987) och Babettes gästabud (1987). Filmen innehåller även ett antal licensierade låtar.
| 1.  | My Life As A Dog (Theme)              | Björn Isfält                      |                                                  | 0:50 |
| 2.  | Uncle Arvidsson's Dream               | Björn Isfält                      |                                                  | 1:19 |
| 3.  | Ingemar's Dog                         | Björn Isfält                      |                                                  | 1:05 |
| 4.  | Welcome Down To Earth                 | Björn Isfält                      |                                                  | 0:48 |
| 5.  | Towards Småland                       | Björn Isfält                      |                                                  | 1:45 |
| 6.  | My Life As A Dog (Theme)              | Björn Isfält                      |                                                  | 1:15 |
| 7.  | The Twig In The Fire                  | Björn Isfält                      |                                                  | 1:07 |
| 8.  | The Train                             | Björn Isfält                      |                                                  | 1:07 |
| 9.  | My Life As A Dog (Theme)              | Björn Isfält                      |                                                  | 1:17 |
| 10. | After The Game                        | Björn Isfält                      |                                                  | 2:50 |
| 11. | Ingemar's Theme                       | Björn Isfält                      |                                                  | 2:08 |
| 12. | Spring                                | Björn Isfält                      |                                                  | 1:05 |
| 13. | Starry Skies                          | Björn Isfält                      |                                                  | 1:38 |
| 14. | Far, jag kan inte få upp min kokosnöt | Fred Heatherton                   | Povel Ramel                                      | 2:48 |
| 15. | Tryggare kan ingen vara               | Lina Sandell                      |                                                  | ?    |
| 16. | När dagen dör                         | Gösta Rybrant och Bengt Sundström | Al Nevins, Buck Ram, Morty Nevins och Artie Dunn | ?    |
| 17. | Buona sera                            | Carl Sigman och Peter DeRose      | Little Gerhard                                   | 2:31 |

## Distribution
AB Svensk Filmindustri ansvarade för filmens distribution. Filmen hade sin svenska urpremiär den 12 december 1985 i Folkets hus i Emmaboda. Den hade premiär i Stockholm den 13 december samma år i Biograf Spegeln. Försäljningen av filmens distributionsrättigheter till andra länder startade vid filmfestivalen i Berlin 1986, där filmen visades utom tävlan i sektionen Panorama. Totalt såldes filmen till cirka 30 länder. I maj 1988 hade filmen fått biografdistribution i bland annat Västtyskland, Östtyskland, Grekland, Hongkong, Storbritannien, Sydkorea, Argentina, Nederländerna, Tjeckoslovakien, Brasilien, Bulgarien, Japan, Spanien, Australien, Frankrike, Uruguay, Kanada, Belgien och Italien. Skouras Pictures förvärvade visningsrättigheterna i USA och Kanada och satte filmens amerikanska premiär till den 1 maj 1987.
Redan 1986 distribuerades filmen som hyrvideo av Media Transfer International AB. Filmen restaurerades digitalt 2002 av AB Svensk Filmindustri. 2005 släpptes den digitaliserade versionen som DVD av SF Home Entertainment. The Criterion Collection släppte en specialutgåva av filmen på DVD och blu-ray i USA den 13 september 2011. I blu-ray-utgåvan ingår Lasse Hallströms tv-film Ska vi hem till dig... eller hem till mig... eller var och en till sitt? (1973), filmens originaltrailer, en videointervju med Hallström och en videoessä av filmkritikern Michael Atkinson och författaren Kurt Vonnegut.

## Mottagande

### Kommersiell respons
Mitt liv som hund blev en svensk kassasuccé. Sedan januari 1992 hade filmen dragit in 24 miljoner amerikanska dollar internationellt, liksom ytterligare 3 miljoner dollar på hemvideomarknaden. Den blev även den mest hyrda utländska filmen i USA.
Filmen hade en ovanligt stor succé i Nordamerika. Enligt siffror från webbsidan Box Office Mojo hade Mitt liv som hund i USA och Kanada dragit in sammanlagt 8 345 266 dollar. Enligt webbsidan Internet Movie Database är filmen den femte mest inkomstbringande svenska filmen i USA genom tiderna. Bland 200 av de högst inkomstbringande filmerna lanserade i USA och Kanada år 1987 hamnade Mitt liv som hund på 102:e plats. Den hamnar på åttonde plats bland 200 filmer som haft premiär i färre än 600 biografer. Den 9 juli 1987, ungefär två månader efter sin amerikanska premiär, hade filmen dragit in 1,3 miljoner dollar från fyrtio biografer. Den 20 augusti samma år hade filmen tjänat in 2,8 miljoner dollar och spelade på femtiotre biografer. Enligt Freeman Fisher, kampanjchef för biografkedjan Circle Theatres i Washington, D.C., hade filmen en enorm succé i staden och insamlade sammanlagt 250 000 dollar under loppet av ett år: "Den lockar alla typer av människor − unga, gamla, familjer − och på kvällarna uppnår vi fortfarande 80 procent kapacitet. Det är fantastiskt." Enligt Jess Lipsky från Skouras Pictures skulle filmen 1987 fortsätta visas på biografer "under hela sommaren och in på hösten... I New York ser vi inget slut på föreställningarna alls."
Mitt liv som hunds framgång i USA var unik eftersom utländska filmer i landet under 1980-talet sällan hade stora biljettinkomster. Filmen saknade dessutom en bred annonskampanj i landet, den hade ingen för amerikanska tittare känd skådespelare eller regissör, liksom hade inte vunnit några större filmfestivalpriser. Enligt Robert Laemmle, ägaren av biografkedjan Laemmle Theatres i Los Angeles, var den amerikanska publiken mycket tagna av filmen trots att den "hade allt emot sig. Själva titeln var ointressant och undertextade filmer har helt enkelt inte gjort så väl ifrån sig. Även fast filmen var som en kombination av De 400 slagen (1959) och Fickpengar (1976) hade den inte ett namn såsom (François) Truffaut kopplat till sig. Men allt vi behövde göra var att visa den framför allmänheten. Och de applåderar i slutet av varje föreställning." Gary Meyer från biografkedjan Landmark Theaters menade att både Mitt liv som hund och den japanska filmen Tampopo (1985) "är filmer av sällan skådad kvalitet [...] De kan överraska och tillfredsställa en publik. Under det senaste året (1987) har våra nypremiärer av utländska filmklassiker gjort bättre ifrån sig än de amerikanska."

### Kritisk respons
Recensionerna för filmen var starkt positiva. På webbsidan Rotten Tomatoes har filmen betyget 100 procent baserat på 34 recensioner (på deras så kallade "Tomatometer") med ett genomsnittligt betyg på 7.9 av 10. Webbplatsens kritiska konsensus lyder följande: "Mitt liv som hund är en söt, uppriktig och fullkomligt charmig coming of age-berättelse, med ovanligt djup och känslighet." På webbsidan Metacritic har filmen genomsnittsbetyget 82 av 100, baserat på 15 recensioner.
Filmen lovordades av flera svenska recensenter. Hanserik Hjertén från Dagens Nyheter skrev att Hallström, genom sin tolkning av Jönssons roman, "hittat sin egen ton, en fin och osentimental och burlesk värme som gör historien uthärdlig." Elisabeth Sörenson från Svenska Dagbladet beskrev Mitt liv som hund som Hallströms "starkaste film, den mognaste och rikaste" och hyllade både Glanzelius och Brömssens skådespel. Maaret Koskinen från filmtidskriften Chaplin hyllade filmens "fina skådespelarinsatser" och pekade ut Glanzelius insats som "äkta skådespelarkonst". Sven-E Lindberg från Göteborgs-Posten hyllade filmens skådespel och Hallströms förmåga att "förbluffande väl ge liv och själ åt tidsandan så att man kan känna både dofter och stämningar." Lindberg gav en "marginell invändning" mot filmens bildspel, som "förlorar de sig måhända i skönheten". En mindre entusiastisk recension av filmens skrevs av Jurgen Schildt från Aftonbladet. Han betraktade filmen som "en slags bulgarisk film [...] låt vara på göteborgska" och att Hallströms regi "förskjuter tempot till förmån för det sega och aningen rörelsehämmade."
Filmen fick ett starkt mottagande bland amerikanska recensenter. Desson Thomson från The Washington Post kallade filmen för en "välkonstruerad publikfavorit". Molly Haskell från Vogue skrev: "Det här är en coming of age-film i ordets fullaste bemärkelse: vi ser Ingemar växa upp inför våra ögon och förvandlas till en människa som kan leva med såväl de hårdaste som de mer lyriska av minnen." Vincent Canby från The New York Times gav en mer blandad recension, men sa också att filmen "(i dess roligare stunder)... påminner om allvaret med vilken François Truffaut mindes sin barndom." David Denby från tidskriften New York skrev att scenerna med Ingemars mamma sakkunnigt blandade "intimitet med smärta" och som påminde mycket om Ingmar Bergmans filmer. Även Sheila Benson från Los Angeles Times skrev att Hallström hade "fångat allt i en fantastisk film, vars stil ligger mellan de ljusa stunderna i hans landsman Ingmar Bergmans (filmer) och de mörkare stunderna i Francois Truffauts barndomsfilmer." Hal Hinson från The Washington Post beskrev Anton Glanzelius som "en liten Jack Nicholson, med djävulska ögonbryn som han vet hur man använder". Bert Cardullo från litteraturtidskriften The Hudson Review betraktade Glanzelius skådespel som "extraordinärt" och som det bästa barnskådespelet på film. Cardullo jämförde även Glanzelius med rollfiguren Joe Orton (spelad av Gary Oldman) i Stephen Frears film Prick Up Your Ears (1987) och med Brigitte Fosseys rollprestation som Paulette i René Cléments film Förbjuden lek (1952). I en essä skriven av Michael Atkinson betraktade han Mitt liv som hund som "en film om människor formade av människor, av rytmerna i deras beteende och känslor, och i denna tillhör Mitt liv som hund en tradition som började med Jean Renoir, en känslighet som sedan dess har utforskats väldigt lite och som mycket väl kan vara på väg att avslutas. Vad kan vara mer fundamentalt som ett filmiskt ämne än de välobserverade egenskaperna hos våra medmänniskor?".
Hallström reflekterade senare över det utländska mottagandet av filmen: "Jag trodde att det var en väldigt svensk film när jag gjorde den, men det var fantastiskt att få se den spelas för en utländsk publik, för de reagerade på exakt samma ögonblick (i filmen) som den svenska publiken (gjorde). Jag tror att trots att både platsen och berättelsen var väldigt svensk, så kunde folk ändå reagera på (filmens) bakomliggande känslor."

### Utmärkelser
Filmen vann två Guldbaggar för Bästa film och Bästa manliga huvudroll, som gick till Anton Glanzelius. Filmen var nominerad för två Oscars för Bästa regi och Bästa manus efter förlaga. Den belönades med en Golden Globe Award för bästa utländska film.
| Utmärkelse                            | Kategori                                               | Översättning                                                         | Mottagare                                                           | Resultat  | Ref.   |
| ------------------------------------- | ------------------------------------------------------ | -------------------------------------------------------------------- | ------------------------------------------------------------------- | --------- | ------ |
| BAFTA Awards                          | Best Foreign Language Film                             | Bästa icke-engelskspråkiga film                                      | Waldemar Bergendahl och Lasse Hallström                             | Nominerad | [ 65 ] |
| Bodilpriset                           | Bedste ikke-amerikanske film                           | Bästa icke-amerikanska film                                          | Lasse Hallström                                                     | Vann      | [ 66 ] |
| Boston Society of Film Critics Awards | Best Foreign Language Film                             | Bästa icke-amerikanska film                                          | Lasse Hallström                                                     | Vann      | [ 67 ] |
| Directors Guild of America Awards     | Outstanding Directorial Achievement in Motion Pictures | Enastående regiprestation inom långfilm                              | Lasse Hallström                                                     | Nominerad | [ 68 ] |
| Filmfestivalen i Venedig              | Bästa skådespelare i en barnfilm                       | Bästa skådespelare i en barnfilm                                     | Anton Glanzelius                                                    | Vann      | [ 66 ] |
| Golden Globe-galan 1987               | Best Foreign Language Film                             | Bästa utländska film                                                 | Lasse Hallström                                                     | Vann      | [ 64 ] |
| Guldbaggegalan 1986                   | Bästa film                                             |                                                                      | Lasse Hallström                                                     | Vann      | [ 66 ] |
| Guldbaggegalan 1986                   | Bästa manliga huvudroll                                |                                                                      | Anton Glanzelius                                                    | Vann      | [ 66 ] |
| Independent Spirit Awards             | Best Foreign Film                                      | Bästa utländska film                                                 | Lasse Hallström                                                     | Vann      | [ 69 ] |
| New York Film Critics Circle Awards   | Best Foreign Language Film                             | Bästa icke-engelskspråkiga film                                      | Lasse Hallström                                                     | Vann      | [ 70 ] |
| Oscarsgalan 1988                      | Best Director                                          | Bästa regi                                                           | Lasse Hallström                                                     | Nominerad | [ 63 ] |
| Oscarsgalan 1988                      | Best Adapted Screenplay                                | Bästa manus efter förlaga                                            | Lasse Hallström, Reidar Jönsson, Brasse Brännström och Per Berglund | Nominerad | [ 63 ] |
| Robert                                | Årets udenlandske spillefilm                           | Årets utländska film                                                 | Lasse Hallström                                                     | Vann      | [ 66 ] |
| Seattle International Film Festival   | Best Film                                              | Bästa film                                                           | Lasse Hallström                                                     | Vann      | [ 71 ] |
| Svenska Filmkritikerförbundet         | Svenska Filmkritikerförbundets pris                    |                                                                      | Lasse Hallström                                                     | Vann      | [ 66 ] |
| Young Artist Awards                   | Special Award - Best Family Foreign Film               | Specialpriset - Bästa utländska familjefilm                          | Lasse Hallström                                                     | Vann      | [ 72 ] |
| Young Artist Awards                   | Special Award - Best Young Actor in a Foreign Film     | Specialpriset - Bästa unga manliga skådespelare i en utländsk film   | Anton Glanzelius                                                    | Vann      | [ 72 ] |
| Young Artist Awards                   | Special Award - Best Young Actress in a Foreign Film   | Specialpriset - Bästa unga kvinnliga skådespelare i en utländsk film | Melinda Kinnaman                                                    | Vann      | [ 72 ] |

## Eftermäle
Mitt liv som hund fick stor popularitet efter sin biopremiär. Regissören Ingmar Bergman kallade den för en av hans favoritfilmer, och kommenterade: "Ibland någon gång blir man helt enkelt glad, snäll och tacksam av att gå på bio, kanske i några ögonblick till och med en bättre människa. Det här är en sådan film." Filmen var även en av författaren Kurt Vonneguts favoritfilmer, ihop med filmerna Casablanca (1942) och Allt om Eva (1950). Även skådespelarna Dustin Hoffman, Jack Nicholson, Kevin Spacey och Robert Duvall hyllade filmen. Regissören Clint Eastwood förklarade att han skulle "offra sin högerarm" för att få jobba med Hallström. Manusförfattaren Craig Borten, som skrivit manuset till dramafilmen Dallas Buyers Club (2013), har sagt att Hallström genom sina filmer Mitt liv som hund och Gilbert Grape "förändrade min syn på historieberättande, genom hans humanistiska förhållningssätt till [sina] karaktärer." Professorn Ellen Rees vid Universitetet i Oslo ansåg att den internationella succén bakom Mitt liv som hund och Gabriel Axels film Babettes gästabud (1987), vilka Rees kallade för "Udda nordiska feelgood-filmer", banade vägen för liknande nordiska filmframgångar, såsom Änglagård (1992) av Colin Nutley, Breaking the Waves (1996)) av Lars von Trier och Mannen utan minne (2002) av Aki Kaurismäki.
För Hallström har Mitt liv som hund kommit att förändra hans liv. Filmens framgångar hos den amerikanska publiken ledde till att han fick erbjudanden om att göra film i Hollywood. Han betraktade senare Mitt liv som hund som "den bästa film jag har gjort hittills, tycker jag. Den betydde att jag träffade min fru Lena (Olin), fick vår dotter Tora, fick en karriär i Amerika etc. Jag kan inte föreställa mig längre hur livet hade sett ut utan den." Även Reidar Jönsson valde att efter framgångarna med filmen flytta till Hollywood, där han arbetade fram till mitten av 1990-talet som manusförfattare åt de stora filmbolagen. Han skrev även två uppföljare till romanen Mitt liv som hund, som fick titlarna En hund begraven (1988) och Hundens paradis (2010), och alla tre delarna gick under den gemensamma titeln Hundtrilogin. Jönsson reflekterade senare att "filmen har varit bra för mig. Och jag tycker att Hallströms arbete var lysande. Han skapade faktiskt ett mästerverk." För Melinda Kinnaman inleddes hennes karriär som skådespelare, då hon efter filmen fick en rad roller inom både film, tv och teater. Manfred Serner lyckades komma över sorgen efter sin pappas självmord, men år 2001 drabbades han av ett nytt bakslag, då hans mamma Annette Serner, hans syster Fanny Gjörup och hennes make och parets två barn omkom i en bilolycka. Serner kommenterade om sina tragedier: "Om jag har lärt mig något med åren så är det att efter tårarna och den akuta sorgen så hackar livet i gång igen. Man sätter sig ner och äter mat. Det saknas några kring bordet, men man måste fortsätta leva för det finns inget alternativ. Det finns andra saker att leva för och må bra av."
Anton Glanzelius blev efter filmens framgång i amerikanska biografer erbjuden filmroller i Hollywood. Han tackade dock nej till samtliga erbjudanden med motiveringen att han ville fortsätta satsa på att bli fotbollsproffs. Om sin popularitet kommenterade Glanzelius: "Ibland försöker jag tänka på det. Men jag kan inte. Varje gång jag gör det så kan jag inte förstå att USA, det största filmlandet i världen, gillar det jag har gjort. Men jag vill inte tänka på det. Jag vill inte tänka att jag är känd eller något sånt. Då skulle jag få hybris och allt det där." Fredrik Belfrage introducerade Glanzelius till tv-branschen, där Glanzelius arbetade som programchef för TV4 Plus och producent för dokusåpan Paradise Hotel Sverige.
Popsångaren Michael Jackson såg filmen två gånger och var så pass imponerad av Anton Glanzelius rollprestation att han personligen bjöd in Glanzelius till hans nöjespark Neverland Ranch i USA, samtidigt som Glanzelius var delaktig i en marknadsföringskampanj för filmen i Los Angeles år 1987. De möttes senare ännu en gång i Liseberg i Göteborg under Jacksons Sverigeturné 1988.

## Uppföljare
En uppföljare till Mitt liv som hund har varit i ett utvecklingsstadium sedan utgivningen av Reidar Jönssons uppföljarroman En hund begraven. En engelskspråkig uppföljare under titeln My Life as a Dog at Sea or My Father, His Son koncipierades under början av 1990-talet. Den skulle vara baserad på En hund begraven och följa Ingemar som sextonåring ute till sjöss i Medelhavet och Atlanten på jakt efter sin försvunne sjömanspappa. Anton Glanzelius var i samtal om att spela den äldre Ingemar. Jönsson skulle ha varit filmens producent och manusförfattare, medan den australiske regissören Graeme Clifford skulle stå för regin. Enligt Jönsson skulle den ha ingått i en planerad filmtrilogi.
Efter flera år av uppehåll återupptogs projektet under början 2000-talet, denna gång under titeln Hair of the dog. Jönsson skulle stå för manuset medan holländaren Ludi Boeken skulle stå för regin, och filmen skulle utspela sig i Sverige, Panama och på Kuba. Filmens budget uppgick till 25 miljoner kronor och den skulle vara en internationell samproduktion på svenska, spanska och engelska. Filminspelningen var planerad att inledas på Kuba i september 2005, men under våren samma år hade kubanska censurmyndigheter gripit in och förhindrat detta. Myndigheterna motsatte sig främst till tre scener som skulle utspela sig under den kubanska revolutionens tid, varav en scen ansågs framföra någon form av kritik mot Castroregimen. Först i maj 2006 fick filmteamet tillstånd av myndigheterna att spela in filmen på Kuba, men produktionen avbröts då filmteamet saknade fortsatt finansiering-
Den 24 mars 2009 rapporterades att filmen skulle heta My Father, His Son och att den skulle regisseras av Daniel Fridell. Jönsson hade skrivit ett färdigt manus tillsammans med den amerikanske manusförfattaren Donna Matson. Produktionsstarten skulle ske någon gång under 2010 och filmens premiär planerades till sent 2010 eller tidigt 2011. Filmen skulle vara en samproduktion mellan det svenska produktionsbolaget Röde Orm Film samt flera övriga kubanska och europeiska filmbolag. Thomas Allercrantz på Röde Orm Film rapporterade att filmens budget uppgick till mellan 50 och 60 miljoner kronor. Han sade att filmen "har presenterats vid olika tillfällen och det finns ett väldigt stort internationellt intresse att gå in i projektet. Eventuellt kan vi börja med inspelningarna nästa år." Under mars 2009 befann sig både Fridell och Jönsson på Kuba för att gå igenom filmens handling. Anton Glanzelius avslöjade att han inte ville vara involverad i filmen som skådespelare. Sedan 2009 har inga fler nyheter rapporterats om detta projekt.